# Chironomus signaticollis
Chironomus signaticollis är en tvåvingeart som först beskrevs av Maurice Emile Marie Goetghebuer 1921.  Chironomus signaticollis ingår i släktet Chironomus och familjen fjädermyggor.
Artens utbredningsområde är Belgien. Inga underarter finns listade i Catalogue of Life.